# Maria Aleksàndrovna Uliànova
Maria Aleksàndrovna Uliànova (en rus: Мария Александровна Ульянова; de soltera Blank; 6 de març [O.S. 22 de febrer] 1835 - 25 de juliol [O.S. 12 de juliol] 1916) va ser la mare del revolucionari bolxevic Vladimir Lenin, que el 1922 va fundar la Unió Soviètica.

## Biografia
Va néixer a Sant Petersburg com a Maria Alexandrovna Blank, una noia dels sis fills del metge Aleksandr Dmítrievitx Blank. El seu pare era un metge acomodat del que alguns investigadors argumenten que era un jueu convers al cristianisme ortodox, mentre que altres diuen que en realitat era descendent de colons alemanys convidats a Rússia per Caterina la Gran. Hi ha proves que va ser un jueu convertit al cristianisme i que va néixer com Srul Moisséievitx Blank o també Israïl Moisséievitx Blank, toi que alguns historiadors argumenten que aquest era un altre home amb un nom similar.  La seva mare, Anna Ivanovna Groschopf, era filla d'un pare alemany-suec, Johan Groschopf, i d'una mare luterana sueca, Anna Östedt.
El 1838, la mare d'Uliànova va morir i el seu pare va recórrer a la seva cunyada, Ekaterina von Essen, com ajuda per poder criar els fills. Junts van comprar una finca a prop de Kazan on hi van traslladar la família.
Uliànova es va educar a casa, estudiant alemany, francès i anglès, així com literatura russa i occidental. El 1863, va obtenir un títol extern i es va convertir en mestra d'escola primària. Tanmateix, va dedicar la major part de la seva vida a criar els seus fills.
Després de casar-se amb Ilia Nikolàievitx Uliànov, un professor de matemàtiques i física en moviment ascendent, la parella va viure amb una prosperitat moderada a Penza. Més tard, es van traslladar a Nijni Novgorod i després a Simbirsk, on Uliànov va ocupar un lloc de prestigi com a inspector de les escoles primàries.
Uliànova va mostrar coratge i fermesa davant les tragèdies i les desgràcies que perseguirien la seva família durant la seva vida, a saber: la mort dels seus fills, Olga i Nikolai, el 1869 i el 1873, respectivament; la mort del seu marit el 1886; l'execució del seu fill, Aleksandr, el 1887; la mort de la seva filla, Olga, el 1891; i les múltiples detencions i exiliats de la resta dels seus fills: Vladimir, Anna, Dmitry i Maria.
Va marxar a l'estranger dues vegades per reunir-se amb Vladímir Lenin (a França l'estiu de 1902 i a Estocolm a la tardor de 1910).

## Família
Es va casar amb Ilià Uliànov el 1863 amb qui va viure fins a la seva mort el 1886. Van tenir vuit fills, dos dels quals van morir infants.
- Anna (1864-1935)
- Aleksandr (1866-1887)
- Olga (1868 – 1869)
- Vladímir (1870-1924)
- Olga (1871 – 1891)
- Nikolai (1873-1873)
- Dmitri (1874 – 1943)
- Maria (1878 – 1937)